# Willi Bredel

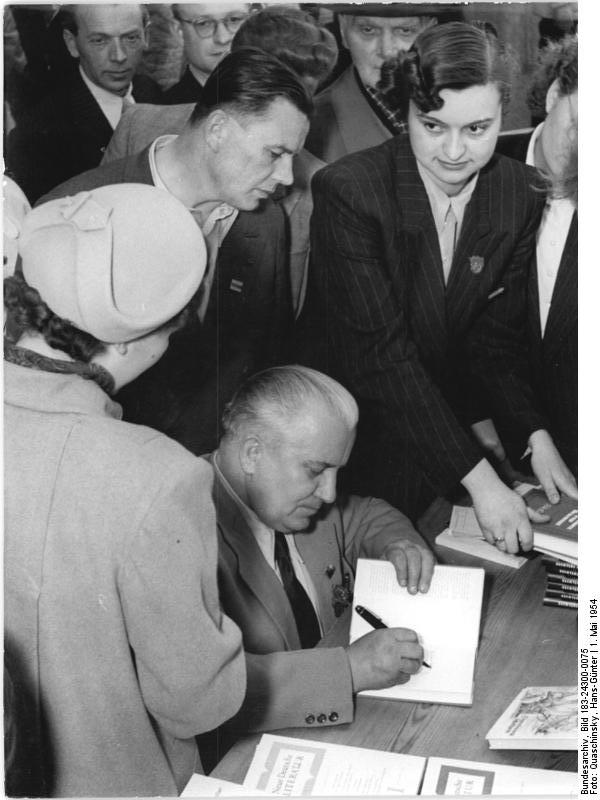
Willi Bredel skriver dedikationer, 1954.

Willi Bredel, född 2 maj 1901 i Hamburg, död 27 oktober 1964 i Östberlin, var en tysk författare och journalist. 1962–64 var han president för Akademie der Künste der DDR.

## Biografi
Till yrket var Bredel svarvare, och som tidningsman engagerade han sig för arbetarnas sak. 1917 anslöt han sig till Spartacusförbundet, och vid bildandet av Tysklands kommunistiska parti 1919 blev han medlem där. 1923 deltog han i Hamburgupproret, och åren 1928–30 var han redaktör för den kommunistiska tidningen Hamburger Volkszeitung.   
Åren 1933–34 satt Bredel i skyddshäkte i koncentrationslägret Fuhlsbüttel.,  1934 berättade han som förste författare om sina erfarenheter därifrån i romanen Die Prüfung som trycktes i England ('Provet', svensk övers. 1963). Samma år flydde han Tyskland och den nazistiska regimen, först till Prag och sedan vidare till Moskva.  
1937–39 deltog Bredel som frivillig i det spanska inbördeskriget som kommissarie i Thälmannbataljonen, och under andra världskriget stred han mot Nazityskland på den sovjetiska sidan; under slaget vid Stalingrad uppmanade Bredel med megafon de tyska soldaterna att desertera för att göra slut på kriget och rädda sina liv. Han var även med och grundade den antinazistiska Nationalkommittén för det fria Tyskland.  
Efter krigsslutet återvände Bredel till Östtyskland, där han var ledamot i Volkskammer 1948–50 och valdes in i Tysklands socialistiska enhetspartis centralkommitté 1954. 
Bredels författarskap skildrar ofta revolution, klasskamp och den nazistiska terrorn. Romanen Maschinenfabrik N. & K. från 1931 kretsar kring industriarbetarnas hårda villkor och blev en av den östtyska litteraturens största klassiker. Bredels huvudverk är den händelsemättade och episkt breda romantrilogin Verwandte und Bekannte ('Släkt och vänner', 1943–53).
Bredel var från 1947 gift med den svenska journalisten Maj Bredel (född Olson) (1914–2001). Båda makarna Bredel är begravda på Zentralfriedhof Friedrichsfelde i Berlin.